# ناروتو، توکوشیما
ناروتو در Tokushima Prefecture در کشور Japan واقع شده‌است  که دارای جمعیت ۶۲٬۴۵۳ نفر و مساحت ۱۳۵٫۴۶ Square kilometre با تراکم جمعیت ۴۶۱  نفر در Square kilometre است و در تاریخ ۱۵ مارس ۱۹۴۷ به عنوان شهر شناخته شد.